# Douro Litoral

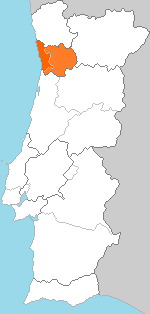
Région de Douro Litoral, au Portugal (Grand Porto en couleur plus foncée).

Douro Litoral est une ancienne province du Portugal, précédemment créée par une réforme administrative de 1936. Elle n'est plus officielle depuis la Constitution portugaise de 1976.

## Histoire
Douro Litoral était l' une des onze provinces du Portugal de 1936 à 1976. Ils n'existent aujourd'hui qu'en langage familier ou en termes historiques.
Porto était la capitale de la province qui comprenait ce qui est aujourd'hui le district de Porto, quatre comtés (Concelhos) du district d'Aveiro (Arouca, Castelo de Paiva, Espinho et Santa Maria da Feira) et deux comtés du district de Viseu (Cinfães et Resende). Bordant l' océan Atlantique à l'ouest, les autres provinces voisines étaient Minho au nord, Trás-os-Montes et Alto Douro au nord-est, Beira Alta au sud-est et Beira Litoral au sud.
La province était caractérisée par une activité économique diversifiée et par le fleuve éponyme Douro et ses régions viticoles. Elle s'est également caractérisée par un étalement urbain, qui s'est fortement accru, notamment dans l'aire métropolitaine de Porto.